# Trichoniscus carniolicus
Trichoniscus carniolicus är en kräftdjursart som beskrevs av Hans Strouhal 1939. Trichoniscus carniolicus ingår i släktet Trichoniscus och familjen Trichoniscidae. Inga underarter finns listade i Catalogue of Life.